# Majur
|  | Aquest article tracta sobre el municipi de Croàcia. Si cerqueu la cantant brasilera, vegeu «Majur (cantant)». |

Majur és un municipi de Croàcia que es troba al comtat de Sisak-Moslavina, al centre del país.